# Adam Robitel
Adam Robitel (Boston, 26 maggio 1978) è un regista statunitense, noto per The Taking of Deborah Logan, Insidious - L'ultima chiave ed Escape Room.

## Biografia
Dopo aver studiato presso la USC School of Cinematic Arts, Robitel inizia a lavorare come attore nel 2000, interpretando piccoli ruoli in film come X-Men e Le regole dell'attrazione. Nel 2014 debutta come regista e sceneggiatore nel film The Taking of Deborah Logan. L'anno successivo sceneggia Paranormal Activity - Dimensione fantasma; continua nel frattempo a lavorare come attore. Nel 2018 dirige il Insidous - L'ultima chiave, quarto capitolo della saga di Insidious: il film si rivela un grande successo di pubblico incassando quasi 170 milioni di dollari a fronte di un budget di 10 milioni. L'anno successivo dirige Escape Room, altro grande successo commerciale grazie a circa 168 milioni di dollari incassati a fronte di un budget di 9 milioni. Nel 2021 dirige Escape Room 2 - Gioco mortale. In seguito a questi successi, Robitel ha annunciato una collaborazione con Sam Raimi per un film horror a tematica sovrannaturale, oltre alla realizzazione di una serie TV thriller intitolata The Craving.

## Vita privata
Dichiaratamente gay, durante le riprese di X-Men ha frequentato il regista Bryan Singer.

## Filmografia

### Regista
- The Taking of Deborah Logan (2014)
- Insidious - L'ultima chiave (2018)
- Escape Room (2019)
- Escape Room 2 - Gioco mortale (2021)

### Sceneggiatore
- The Taking of Deborah Logan (2014)
- Paranormal Activity - Dimensione fantasma (2015)

### Attore
- X-Men, regia di Bryan Singer (2000)
- Le regole dell'attrazione, regia di Roger Avary (2001)
- 2001 Maniacs, regia di Tim Sullivan (2005)
- 2001 Maniacs: Field of Screams, regia di Tim Sullivan (2010)
- Chillerama, registi vari (2011)
- Cut/Print, regia di Nathaniel Nose (2012)
- Contracted - Phase II, regia di Josh Forbes (2015)
- Escape Room, regia di Adam Robitel (2019)